# الإيقاظ (فلم)
الإيقاظ (بالإنجليزية: Awakenings)فيلم دراما أمريكي مقتبس عن قصة حقيقية صدر في عام 1990، من إخراج بيني مارشال وبطولة روبن ويليامز وروبرت دي نيرو والممثلة ريبيكا هول، رشح الفيلم لثلاث جوائز أوسكار وجائزة غولدن غلوب.

## القصة
ليونارد لوي (روبرت دي نيرو) مريض أصيب بالشلل الدماغي في العقد الأول من عمره فحاولت أمه علاجه بمختلف الطرق وفي النهاية أدخل إلى المصح، ودخل في غيبوبة وهو ما زال في سن المراهقة، ومضت فترة طويلة من الزمن إلى أن أتى طبيب جديد ليعمل في هذا المصح واكتشف دواء جديد، وأخذ إذن لتجربته على أحد المرضى وكان من نصيب، الذي يفيق بعد سنوات طويلة من الغيبوبة.

## الترشيحات

### الأوسكار
- الفيلم ترشح لثلاثة جوائز أوسكار في حفل الأوسكار لعام 1991:
  - ترشح الفيلم لجائزة الأوسكار لأفضل فيلم.
  - ترشح روبرت دي نيرو لجائزة الأوسكار لأفضل ممثل.
  - ترشح كاتب السيناريو ستيف زيليان لجائزة الأوسكار لأفضل نص مقتبس.

### الغولدن غلوب
- ترشح روبن ويليامز لجائزة الغولدن غلوب لأفضل ممثل في فيلم درامي.
  - والجدير بالذكر أن جائزتي الأوسكار والغولدن غلوب اللتان ترشحا لهما دي نيرو وويليامز، ذهبتا للممثل جيرمي أيرونز عن دوره في فيلم نقيض الثروة.[2]

## روابط خارجية
- مقالات تستعمل روابط فنية بلا صلة مع ويكي بيانات